# Кузнецов, Сергей Николаевич (хоккеист)
Сергей Николаевич Кузнецов (род. 29 января 1980, Ярославль) — российский хоккеист, нападающий. Тренер, скаут.

## Биография
Воспитанник ярославского «Торпедо». Начинал играть во второй команде (1995/96 — 1997/98). На драфте НХЛ 1998 года был выбран в 6-м раунде под общим 146-м номером клубом «Тампа-Бэй Лайтнинг». Сезоны 1998/99 — 1999/2000 провёл в команде OHL «Питерборо Питс». В 2000 году подписал с «Тампой» контракт и стал выступать за фарм-клуб «Спрингфилд Фэлконс» в AHL. Набрал в 22 матчах только 4 (0+4) очка и был переведён в ECHL, где играл за команды «Миссисипи Си Вулвз» (2000/01 — 2001/02, 2002/03 — 2003/04) и «Огаста Линкс» (2002/03).
Вернувшись в Россию, подписал контракт с московским «Спартаком» (был ранее на просмотре в 2002 году), но перешёл в «Амур». За него играл в сезонах 2004/05, 2005/06 — 2007/08, затем выступал за команды «Металлург» Новокузнецк (2005/06), «Крылья Советов» (2007/08), «Дмитров» (2008/09), «Газовик» и «Ижсталь» (2009/10). Сезон 2010/11 провёл в казахстанской команде ВХЛ «Казцинк-Торпедо», затем выступал в Белоруссии в составах команд «Лида» и «Неман» (2011/12), «Шахтёр» Солигорск (2012). Сезон 2012/13 отыграл в команде ВХЛ «Челмет», после чего завершил карьеру.
Бронзовый призёр последнего юниорского чемпионата Европы 1998 года. Серебряный призёр чемпионата Белоруссии (2012).
Работал тренером в команде МХЛ-Б «Локо-Юниор» (2013—2016). В сезоне 2016/17 — скаут по России в клубе НХЛ «Аризона Койотис», затем стал отвечать в клубе за весь европейский рынок. С 2020 года — европейский скаут в «Нью-Йорк Рейнджерс».
Сын Степан (род. Билокси, 2004) — хоккеист в США.